# Namwon

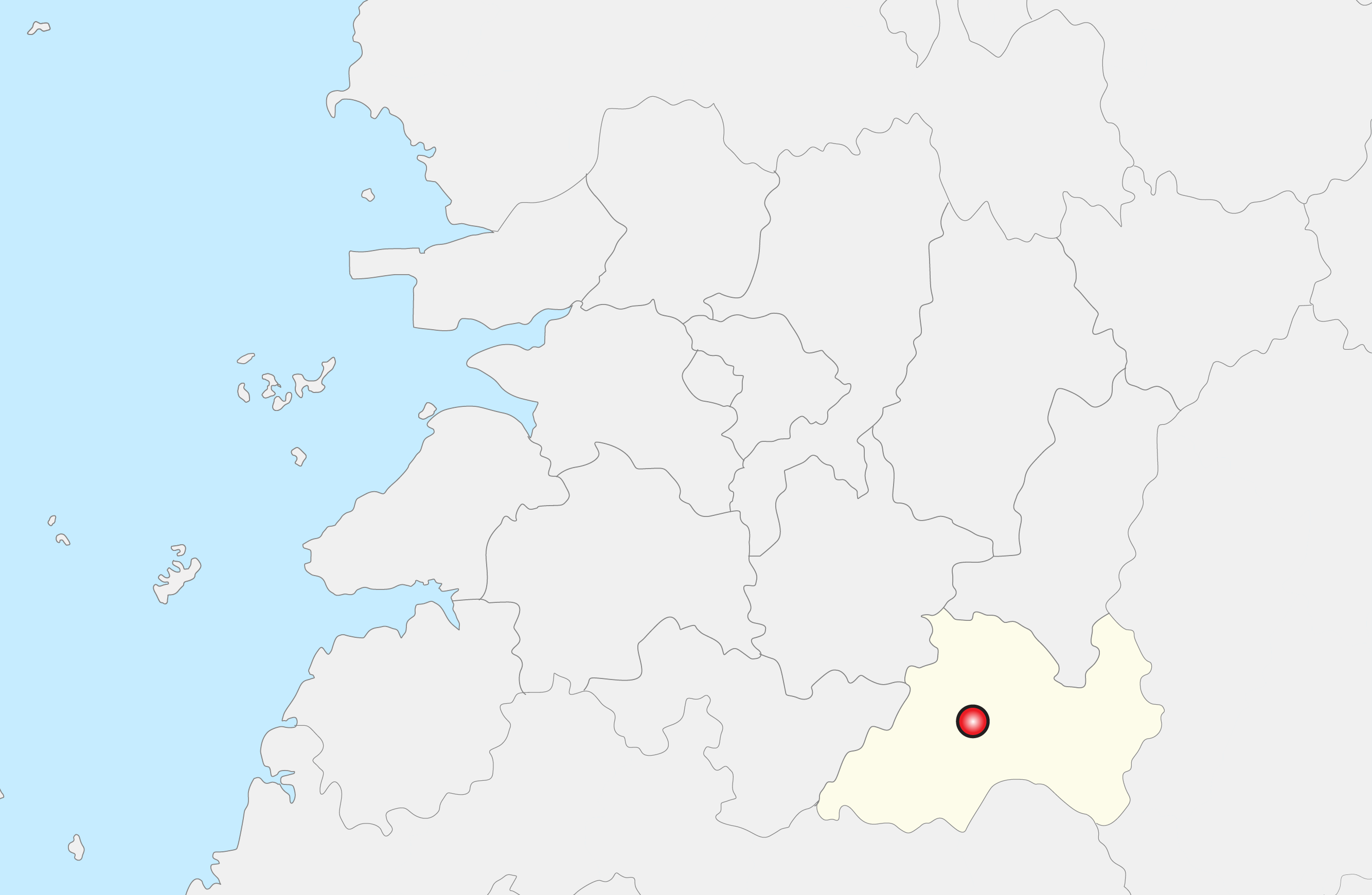

Namwon (kor. 남원시, Namwon-si) – miasto w prowincji Jeolla Północna, w Korei Południowej. Znajduje się 45 minut od stolicy prowincji - Jeonju. Miasto Namwon jest znane w szczególności z Chunhyang festival.